# Canal de Briare
Der Canal de Briare ist ein Schifffahrtskanal in den französischen Regionen Centre-Val de Loire und Bourgogne-Franche-Comté. Er bildet zusammen mit den Kanälen Canal du Loing, Canal latéral à la Loire und dem Canal du Centre eine Kanalkette (Route Bourbonnais), die der Versorgung von Paris diente. Heute ermöglicht sie den Binnenschiffen und Sportbooten den Übergang von der Seine zur Saône und weiter über die Rhône zum Mittelmeer.

## Verlauf

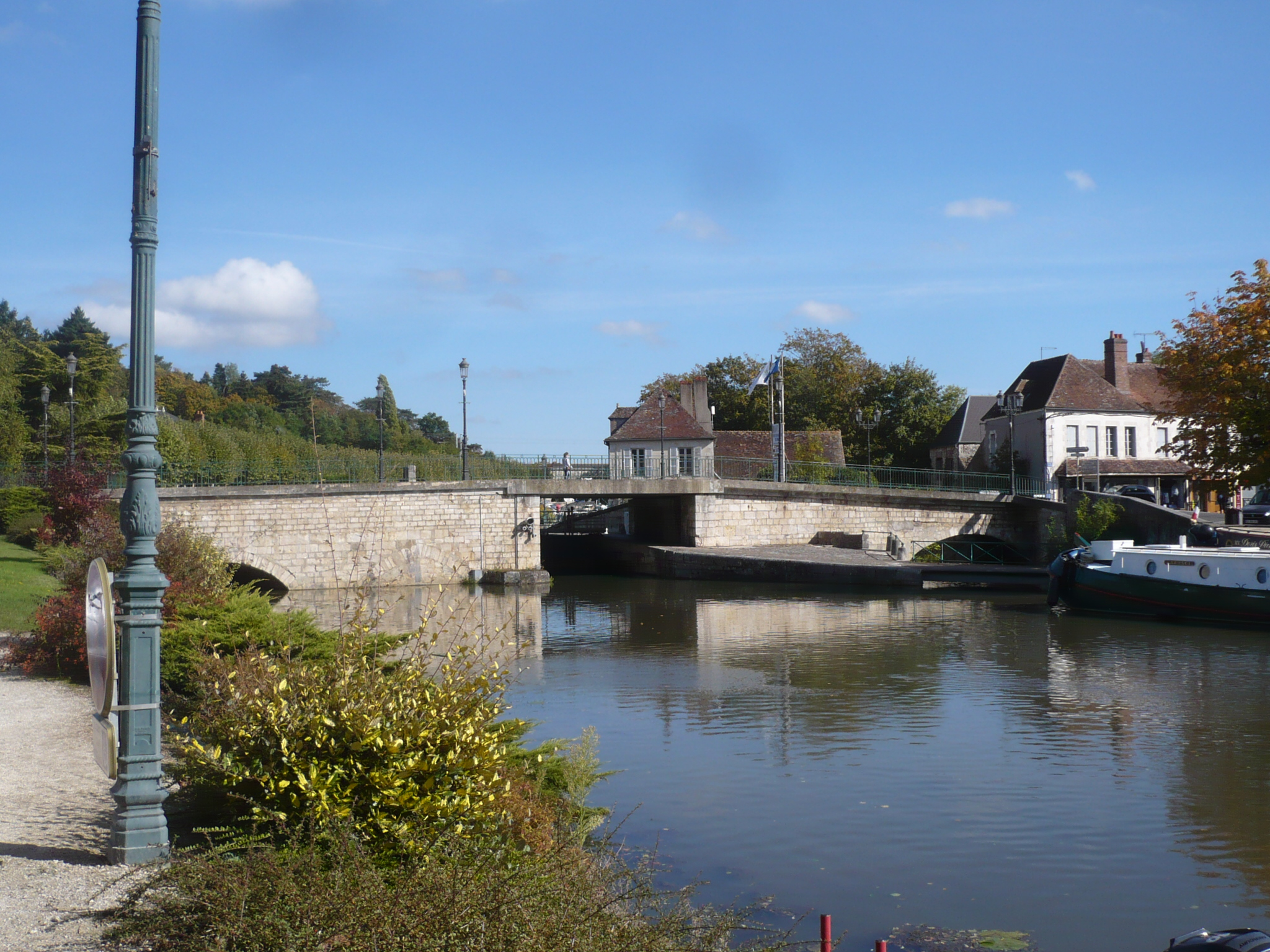
Stadthafen in Briare, hinter der querenden Straßenbrücke das Haus der Hafenmeisterei

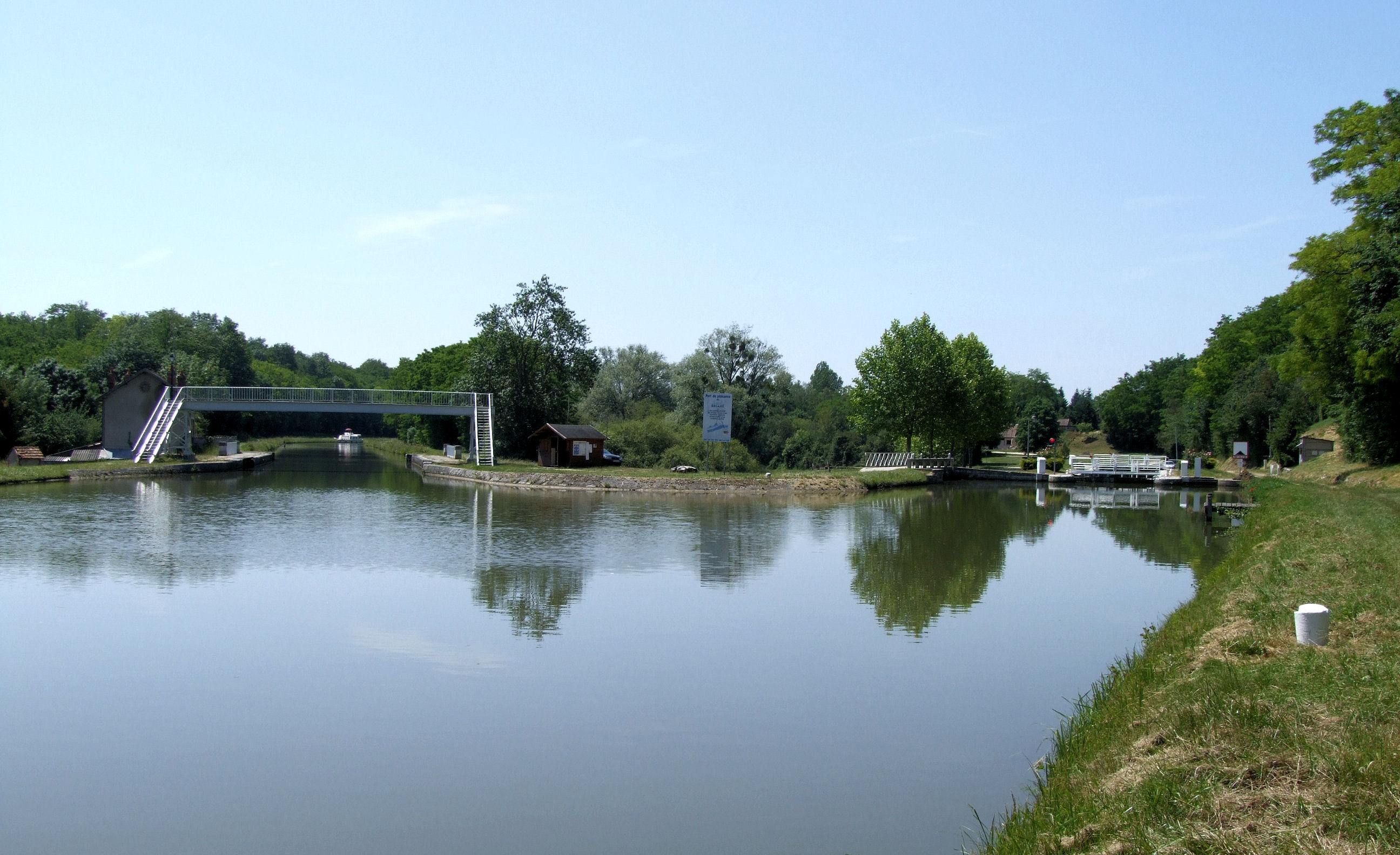
Schleuse Nr. 4 (rechts) und Abzweig des Canal latéral à la Loire (links)

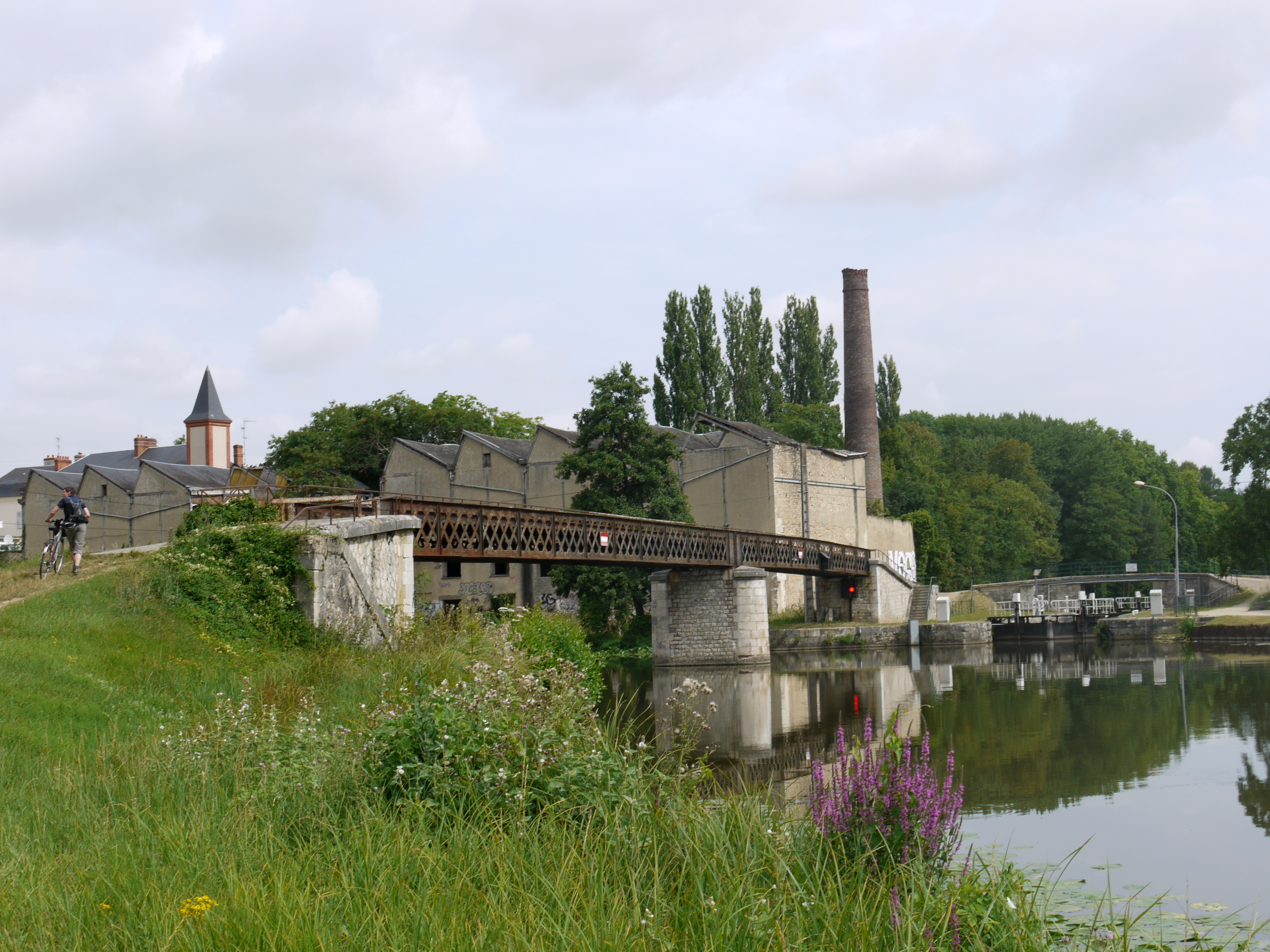
Kanaldreieck Buges – von links der Canal d’Orléans, mittig die Écluse de Buges am Beginn des Canal du Loing, von rechts der Canal de Briare

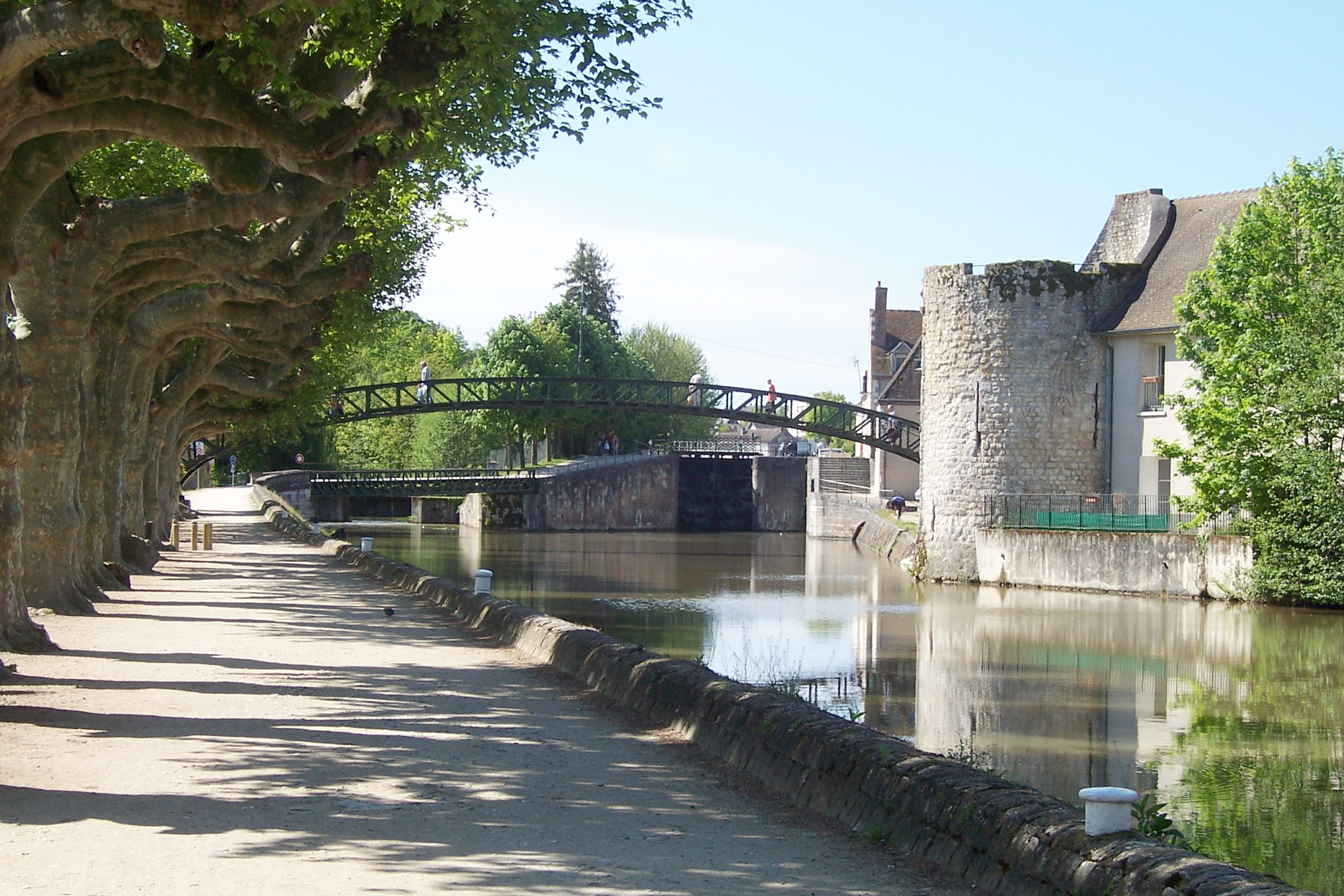
In Montargis überspannt die 1891 von Gustave Eiffel erbaute Fußgängerbrücke Passerelle Victor-Hugo den Kanal

Der Kanal beginnt im Stadthafen von Briare, wo er früher an die Loire anschloss. Drei Kilometer weiter zweigt der Canal latéral à la Loire (dt.: Loire-Seitenkanal) ab, der auf der Trogbrücke Kanalbrücke Brare die Loire überquert. Viele Schiffe fahren daher gar nicht mehr zum Stadthafen von Briare hinunter, sondern nützen den Handelshafen, der am Loire-Seitenkanal unmittelbar vor der Kanalbrücke liegt.
Der Kanal de Briare verläuft zunächst in nordöstlicher Richtung, schwenkt später aber nach Nordwest und erreicht nach einer Länge von 57 Kilometern knapp nördlich von Montargis in der Gemeinde Châlette-sur-Loing den Canal du Loing. Dort mündet auch der Canal d’Orléans ein, der 1954 teilweise für die Schifffahrt gesperrt wurde.

### Koordinaten
- Ausgangspunkt des Kanals: 47° 38′ 20″ N, 2° 43′ 46″ OKoordinaten: 47° 38′ 20″ N, 2° 43′ 46″ O
- Endpunkt des Kanals: 48° 1′ 39″ N, 2° 43′ 20″ O

### Durchquerte Départements
in der Region Centre-Val de Loire:
- Loiret

in der Region Burgund:
- Yonne

### Orte am Kanal
- Briare
- Ouzouer-sur-Trézée
- Rogny-les-Sept-Écluses
- Dammarie-sur-Loing
- Châtillon-Coligny
- Montargis

## Technische Infrastruktur
Der Kanal ist der älteste Wasserscheidenkanal Frankreichs und verfügt über insgesamt 36 Schleusen. Durch 12 von ihnen erfolgt der Anstieg über 40 Meter aus dem Loiretal, durch die anderen 24 der Abstieg über rund 80 Meter in Richtung Seine. Er folgt zunächst dem Fluss Trézée und erreicht seine Scheitelhaltung in 165 Metern Höhe über dem Meer, wo einige Stauseen für seine Wasserversorgung angelegt sind.
Die Stauseen werden u. a. durch ein Pumpwerk in Briare über die bachähnliche Wasserrinne Rigole d’Alimentation du Canal de Briare mit Wasser versorgt. Westlich von Ouzouer-sur-Trézée wird dabei dieses Wasser in einem doppelrohrigen Düker geführt, der wiederum den Kanal auf einer Gitterbrücke quert. Zusätzlich führt die Rigole de St-Privée in Hanglage Wasser über 16 Kilometer hinweg den Seen zu. Weitere Rigolen verbinden die Stauseen südlich von Bléneau.
Nach seinem Abstieg erreicht der Kanal bei Rogny-les-Sept-Écluses den Fluss Loing, der für die weitere Wasserdotierung sorgt. Er endet in Buges knapp nördlich von Montargis, wo die Kanäle Canal d’Orléans und Canal du Loing anschließen.
Die Schleusen sind für Schiffe der Normgröße Freycinet ausgelegt.

## Geschichte
Der Bau wurde im 16. Jahrhundert konzipiert und 1604 begonnen, angeordnet von König Heinrich IV. auf Initiative seines Ministers Maximilien de Béthune, des Herzogs von Sully, um den Getreidehandel zu fördern und die durch Versorgungsengpässe hervorgerufenen, fatalen Hungerperioden im Paris jener Zeit, das bereits 500.000 Einwohner zählte, zu beseitigen. Zwischen sechs- und zwölftausend Arbeiter waren an diesem Bauvorhaben, das eine Verbindung von der Seine zum Loire-Becken schafft, beschäftigt. Hugues Cosnier erhielt hierzu als Erster den Auftrag, mit einem Kanal eine Wasserscheide zu überqueren. In der berühmten Schleusentreppe Rogny wurden hierzu beim nach ihr benannten Ort Rogny-les-Sept-Écluses (sept écluses = sieben Schleusen) sieben Staustufen hintereinandergeschaltet, um auf wenigen hundert Metern eine Niveaudifferenz von fast 25 m zu überwinden. Sie wurde zwar bereits 1887 durch eine Umgehungsstrecke außer Dienst gestellt, kann jedoch bis heute als einzigartiges technisches Monument (nachts durch Flutlicht angestrahlt) besichtigt werden.
Nach der Ermordung des Königs im Jahre 1610 ruhte der Bau zunächst bis 1638, bevor der Kanal erst 1642 von Kardinal Richelieu eröffnet werden konnte. Ludwig XIII. erteilte 1638 Guillaume Bouteroue und Jaques Guyon die Konzession für diesen Kanal. Sie wurden später für den Bau in den Adelsstand erhoben. Dies war das erste gemeinnützige Unternehmen (französisch: entreprise d’utilité publiques) in Frankreich. Der Canal de Briare kann als Vorbild für den später begonnenen Canal du Midi gelten, da er noch im Eröffnungsjahr von dessen Erbauer Pierre-Paul Riquet ausführlich studiert worden war.

## Sehenswürdigkeiten
- Schleusentreppe Rogny
- Detail der Schleusentreppe

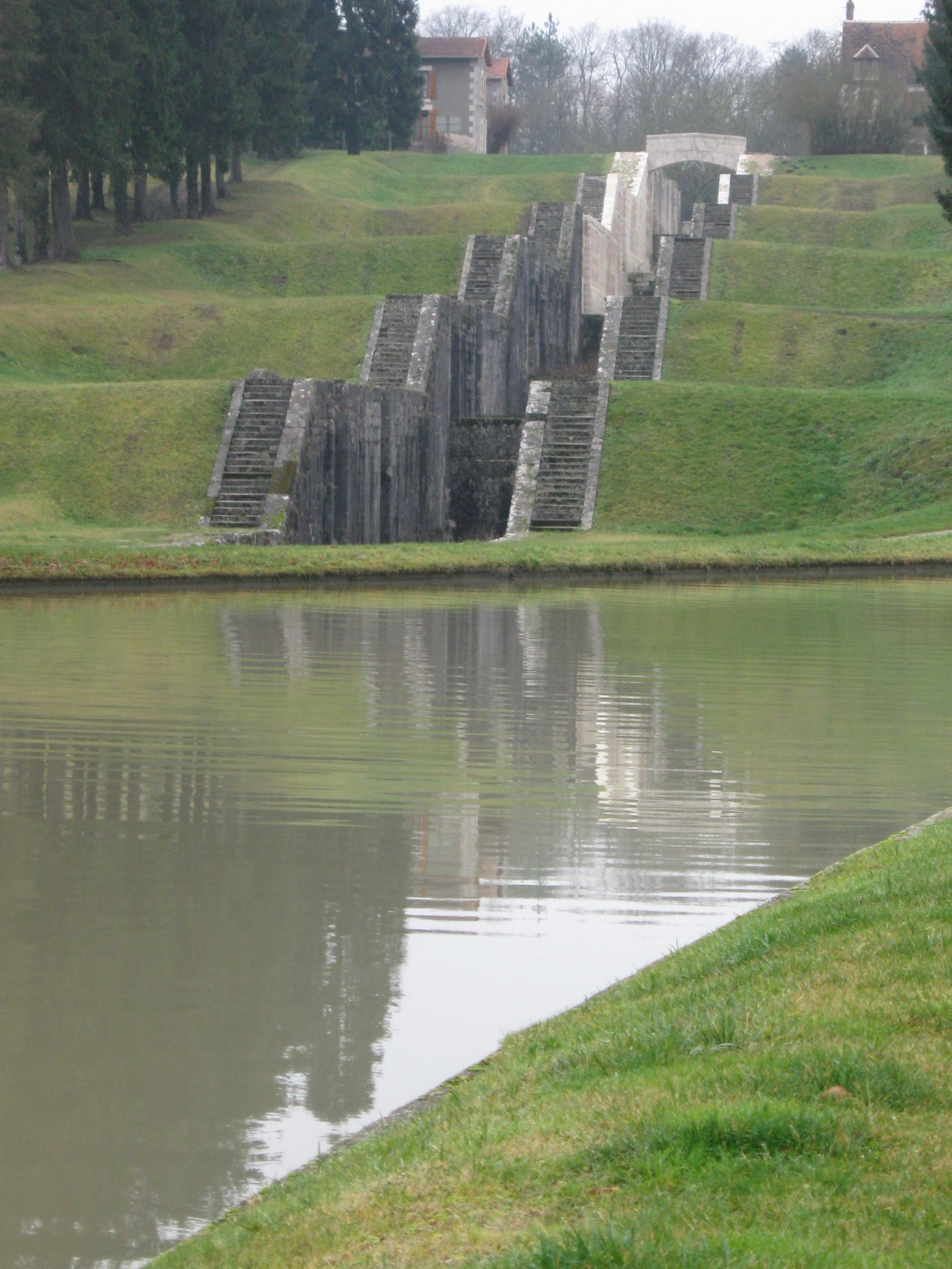
Schleusentreppe Rogny
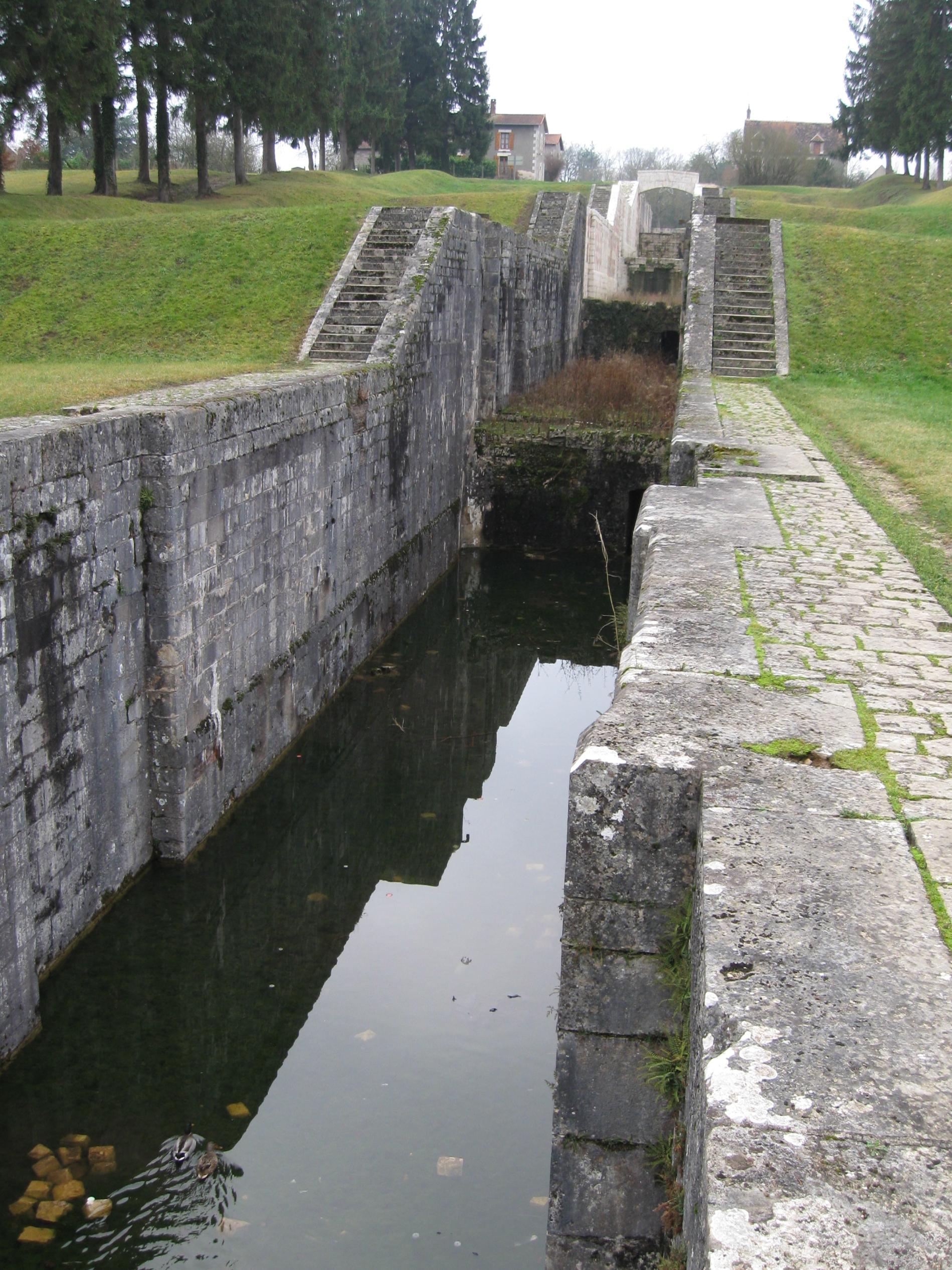
Detail der Schleusentreppe

Diese siebenstufige, weltweit älteste Schleusentreppe wurde – wie der Kanal – in den Jahren 1604 bis 1610 und 1638 bis 1642 erbaut, war aber schon 1579 konzipiert worden. Sie war Vorbild für die 1681 in Betrieb genommene, ursprünglich achtstufige Schleusentreppe Fonserannes. Seit 1882 liegt die Schleusentreppe Rogny trocken, nachdem der Kanal auf einer Länge von etwa sechs Kilometern nach Westen verlegt worden war. Dort bestehen seitdem fünf einzelne, für längere Schiffe (Freycinet-Klasse) passende Schleusen. Die Schleusentreppe Rogny zählt seit 1983 als Monument Historique zu den französischen Baudenkmälern.
- Schleusentreppe bei Dammarie-sur-Loing

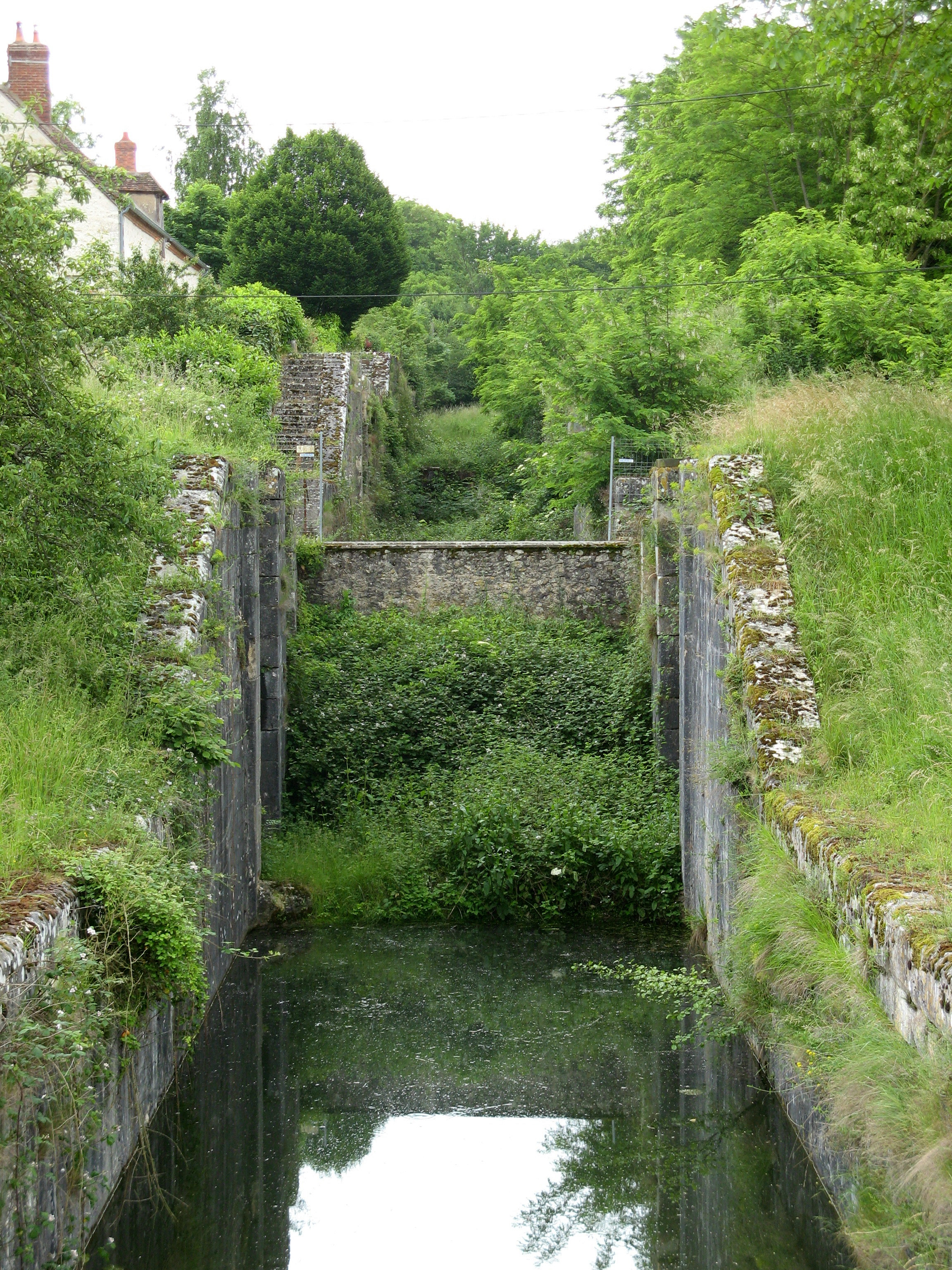
Ruine der Schleusentreppe bei Dammarie-sur-Loing

Die Ruine der fünfstufigen Schleusentreppe liegt nördlich von Dammarie-sur-Loing neben der Kanalschleuse Nr. 21, der Écluse du Moulin Brûlé. Sie wurde zeitgleich zu der von Rogny im Verlauf des Kanals erbaut. Nachdem 1888 1,5 km des Kanals mit drei größeren Einzelschleusen am Talhang tiefer gelegt wurden, verfiel auch diese Schleusentreppe.
- Pumpwerk in Briare

(bei der Einfahrt zur Trogbrücke) mit Ausstellung in der Turbinenhalle.
- Aqueduc de la Trézée

Etwa einen Kilometer westlich von Ouzouer-sur-Trézée gelegen, trägt das Aqueduc de la Trézée als Stahlgitterkonstruktion von 170 m Länge den Doppelrohrdüker der Rigole d’Alimentation du Canal de Briare über die Trézée.